# عدم تخلق الرباعية العلوية

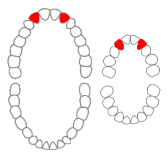

عدم تخلق الرباعية العلوية (بالإنجليزية: maxillary lateral incisor agenesis)‏ (MLIA) هو مصطلح طبي يشير إلى غياب (عدم تخلق) في سن مُعيّنة في الفك العلوي، وهي الرباعية. في الأسنان البشرية الطبيعية تكون هذه السن هي الثانية في أي جانب من المنتصف في الأسنان العلوية. تكون هذه الحالة ثنائية الجانب (بالإنجليزية: bilateral)‏ في حال كانت الرباعية العلوية غائبة في كلا الجانبين. هذه الحالة لها عامل جيني.

## الاستخدام في الأنثروبولوجيا
يمكن الاستفادة من عدم تخلق الرباعية العلوية في مجال الأنثروبولوجيا، حيث يمكن الكشف عنه من بقايا أجزاء الهيكل العظمي. بقايا الإنسان المثيرة للاهتمام أنثروبولوجياً عادة ما تكون هياكلها العظمية محفوظة، ولكن لا يوجد لديها أنسجة لينة أو حمض نووي ريبوزي منقوص الأكسجين (DNA) وهذا يجعل من الصعب معرفة العلاقات بين الأفراد المتوفين. عدم تخلق الرباعية العلوية مرتبط بالتوالد الداخلي. ومع ذلك وجود هذه الصفة في مجموعة كبيرة من البقايا يشير إلى أنه كان أمر طبيعي نسبياّ. هذه التقنية استخدمت لدراسة مجموعة كبيرة من مزارعي العصر الحجري الحديث.